# 温富州
温富州，中国古代的州。
大理国前期置，治所在今云南省玉溪市，属善阐府。蒙古入侵大理后，在元宪宗时改置千户，元朝至元十三年（1276年）改名新兴州。 